# Bernardo Sassetti
Bernardo Sassetti (24. června 1970 Lisabon, Portugalsko – 10. května 2012 Guincho Cascais, Portugalsko) byl portugalský jazzový klavírista, hudební skladatel a hudební pedagog. Byl členem skupiny Guye Barkera; mimo to také složil hudbu pro několik filmů. Zemřel po pádu z útesu ve věku 41 let. Jeho manželkou byla herečka Beatriz Batarda.

## Diskografie
- 1994: Salsetti
- 1996: Mundos
- 2002: Nocturno (Bernardo Sassetti Trio)
- 2003: Mário Laginha - Bernardo Sassetti
- 2004: Grândolas (spoluautor Mário Laginha)
- 2004: Indigo + Livre
- 2005: Alice
- 2005: Ascent (Bernardo Sassetti Trio2)
- 2006: Unreal: Sidewalk Cartoon
- 2007: Dúvida
- 2007: Trés Pianos (spoluautoři Mário Laginha a Pedro Burmester)
- 2009: Um Amor de Perdição
- 2009: Palace Ghosts and Drunken Hymns
- 2009: Second Life
- 2010: Motion (spoluautor Alexandre Frazão)
- 2010: Carlos do Carmo Bernardo Sassetti (CD + DVD)

## Filmografie (výběr)
- 2000: As Terças da Bailarina Gorda
- 2004: A Costa dos Murmúrios
- 2004: O Milagre segundo Salomé
- 2007: Antes de Amanhã